# Renato Treves
Renato Samuele Treves (Torino, 6 novembre 1907 – Milano, 31 maggio 1992) è stato un filosofo e sociologo italiano.

## Biografia
Renato Treves nasce a Torino il 6 novembre 1907. Compie gli studi al Liceo M. D'Azeglio e poi nella Facoltà di Giurisprudenza dell'Università di Torino, dove entra in contatto, fra gli altri, con Norberto Bobbio, Vittorio Foa, Piero Luzzati, Alessandro Passerin d'Entrèves, e simpatizza con il gruppo di Giustizia e Libertà abbracciando i principi del socialismo liberale.

Laureatosi sotto la guida di Gioele Solari con una tesi su Henri de Saint-Simon e conseguita la libera docenza, insegna dapprima nell'Università di Messina, dove viene arrestato per sospetta attività antifascista, ma subito rilasciato. 
Trasferito all'Università di Urbino, nel 1938 viene escluso, in quanto proveniente da famiglia ebraica, dal concorso bandito sulla sua cattedra e si trasferisce in Argentina. Qui sposa Fiammetta Lattes da cui ha tre figli (Tullio, Aldo e Anna) e insegna filosofia del diritto e sociologia nell'Università di Tucumán fino al 1947.
Rientrato in Italia e riottenuta la cattedra nell'Università di Parma, si trasferisce subito all'Università di Milano dove insegna Filosofia del diritto, Sociologia e Sociologia del diritto. Protagonista della rinascita post-bellica della sociologia in Italia, coopera attivamente col Centro nazionale di prevenzione e difesa sociale e col suo segretario generale Adolfo Beria di Argentine, coordinando fra l'altro una vasta ricerca su “L'amministrazione della giustizia e la società italiana in trasformazione” da cui escono fra il 1967 e il 1976 dodici volumi di vari autori.
 Nel 1962 promuove con William M. Evan e Adam Podgórecki la costituzione del Research Committee on Sociology of Law della International Sociological Association. Presiede questo Comitato fino al 1974 facendosi attivo promotore, in patria e all'estero, soprattutto in Spagna, della sociologia del diritto. Fonda nel 1974 la rivista italiana della disciplina, di cui ottiene il riconoscimento accademico e che insegna a Milano sino al ritiro nel 1983.
Nel 1989 è tra i promotori dell’International Institute for the Sociology of Law di Oñati (Guipúzkoa, País Vasco, Spagna). È nominato dottore honoris causa dalle Università del País Vasco, Carlos III de Madrid e Panteion di Atene. Muore a Milano il 31 maggio 1992.

## Pensiero
Renato Treves difende una posizione filosofica relativista e prospettivista, influenzata da autori come Karl Mannheim, José Ortega y Gasset, Charles Wright Mills e Hans Kelsen, del quale ultimo introduce in Italia la Dottrina pura del diritto. Alieno dal dogmatismo e paladino di una concezione critica della scienza, rifiuta ogni visione metafisica del diritto in favore di una visione metodologica che sfocia nella sociologia del diritto intesa come scienza prevalentemente empirica, non avalutativa, ma ispirata a valori, nel suo caso quelli di libertà e giustizia sociale.

Treves è considerato maestro per una generazione di filosofi e sociologi del diritto.
Per Renato Treves due erano i problemi che la sociologia del diritto doveva affrontare: da un lato la posizione, la funzione e il fine del diritto nella società vista nel suo insieme; dall'altro la società nel diritto, cioè quei comportamenti effettivi che possono essere conformi e difformi rispetto alle norme, ma comunque forniscono informazioni su come una società vive le regole che si è data. Del primo problema si sono occupate soprattutto le dottrine sociologiche e politologiche, mentre sul secondo si sono soffermate le dottrine giuridiche antiformalistiche.

## Opere principali
- Il diritto come relazione, Torino, 1934
- Sociología y filosofía social, Buenos Aires, 1941
- Benedetto Croce, filósofo de la libertad, Buenos Aires, 1943
- Diritto e cultura, Torino, 1947
- Spirito critico e spirito dogmatico, Milano, 1954
- Libertà politica e verità, Milano, 1962
- Giustizia e giudici nella società italiana, Bari, 1972
- Introduzione alla sociologia del diritto, Torino, 1977
- Sociologia del diritto. Origini, ricerche, problemi, Torino, 1987
- Sociologia e socialismo. Ricordi e incontri, Milano, 1990.